# Wieś samotnicza
Wieś samotnicza – wieś składająca się z pewnej liczby stojących oddzielnie, oddalonych od siebie gospodarstw rolnych, czyli samotni (lub osad jednodworczych).
Zazwyczaj powstawały w pobliżu innych wsi, gdy wieś zajęła już wszystkie przydatne do uprawy tereny i stawała się przeludniona. Wtedy powstające w pobliżu wsie samotnicze mogły wykorzystywać mniejsze, dogodne do uprawy obszary, jednocześnie zapewniając łatwy dostęp rolników do pól.